# 克羅梅區
52°41′N 35°46′E / 52.683°N 35.767°E
克羅梅區（俄语：Кромской район），是俄羅斯的一個區，位於該國西南部，由奧廖爾州負責管轄，面積969平方公里，2010年人口21,346，人口密度每平方公里22.03人。